# Hallenhockey-Afrikameisterschaft der Damen 2021
Die Hallenhockey-Afrikameisterschaft der Herren 2021 (englisch Indoor Africa Cup 2021) war die zweite Austragung der Kontinentalmeisterschaft im Hallenhockey und fand vom 16. bis zum 18. April 2021 in Durban (Südafrika) statt. Namibia gewann das Turnier vor Gastgeber Südafrika und Botswana und qualifizierte sich durch diesen Erfolg für die Weltmeisterschaft 2022.

## Ergebnisse

### Gruppenphase
Die Hauptrunde der Afrikameisterschaft fand als Doppelrundenturnier statt.
| Pl. | Land      | Sp. | S | U | N | Tore    | Diff. | Punkte |
| --- | --------- | --- | - | - | - | ------- | ----- | ------ |
| 1.  | Südafrika | 4   | 4 | 0 | 0 | 050:100 | +49   | 12     |
| 2.  | Namibia   | 4   | 2 | 0 | 2 | 051:600 | +45   | 06     |
| 3.  | Botswana  | 4   | 0 | 0 | 4 | 000:840 | −84   | 0      |

| 16. April 2021, 09:00 Uhr | Botswana | 0:26 (0:13) | Südafrika | Thomas Moore College, Durban Schiedsrichter: Liana du Plessis, Claire Cowan |
| 16. April 2021, 09:00 Uhr | Report   |             |           | Thomas Moore College, Durban Schiedsrichter: Liana du Plessis, Claire Cowan |

| 16. April 2021, 13:00 Uhr | Namibia | 30:0 (13:0) | Botswana | Thomas Moore College, Durban |
| 16. April 2021, 13:00 Uhr |         |             |          | Thomas Moore College, Durban |

| 16. April 2021, 18:00 Uhr | Namibia | 1:2 (0:1) | Südafrika | Thomas Moore College, Durban |
| 16. April 2021, 18:00 Uhr |         |           |           | Thomas Moore College, Durban |

| 17. April 2021, 09:00 Uhr | Südafrika | 18:0 (7:0) | Botswana | Thomas Moore College, Durban |
| 17. April 2021, 09:00 Uhr |           |            |          | Thomas Moore College, Durban |

| 17. April 2021, 13:00 Uhr | Botswana | 0:20 (0:9) | Namibia | Thomas Moore College, Durban |
| 17. April 2021, 13:00 Uhr |          |            |         | Thomas Moore College, Durban |

| 17. April 2021, 18:00 Uhr | Südafrika | 4:0 (1:0) | Namibia | Thomas Moore College, Durban |
| 17. April 2021, 18:00 Uhr |           |           |         | Thomas Moore College, Durban |

### Finale
| 18. April 2021, 14:00 Uhr | Südafrika | 0:2 (0:1)                       | Namibia |  |
| 18. April 2021, 14:00 Uhr |           | C. Gillies (9.) S. Ludwig (26.) |         |  |